# Ibrahim Dadaszew
Ibrahim Pasza Dadaszew (aze. İbrahimpaşa Hüseyn oğlu Dadaşov; ros. Ибрагимпаша Гусейн оглы Дадашев; ur. 10 kwietnia 1926 w Baku, zm. 16 lipca 1990 tamże) – radziecki zapaśnik walczący w stylu wolnym. Olimpijczyk z Helsinek 1952, gdzie odpadł w eliminacjach w kategorii 62 kg.
Mistrz ZSRR w 1949, 1951, 1952 i 1956; drugi w 1953 i 1954; trzeci w 1950. Trener ekipy Azerbejdżanu. Ulica w Baku nosi jego nazwisko.